# Dicranomyia lucida
Dicranomyia lucida är en tvåvingeart som beskrevs av de Meijere 1918. Dicranomyia lucida ingår i släktet Dicranomyia och familjen småharkrankar. Inga underarter finns listade i Catalogue of Life.